# Penicillaria rothschildi
Penicillaria rothschildi är en fjärilsart som beskrevs av W. Warren 1914. Penicillaria rothschildi ingår i släktet Penicillaria och familjen nattflyn. Inga underarter finns listade i Catalogue of Life.